# Chow chow

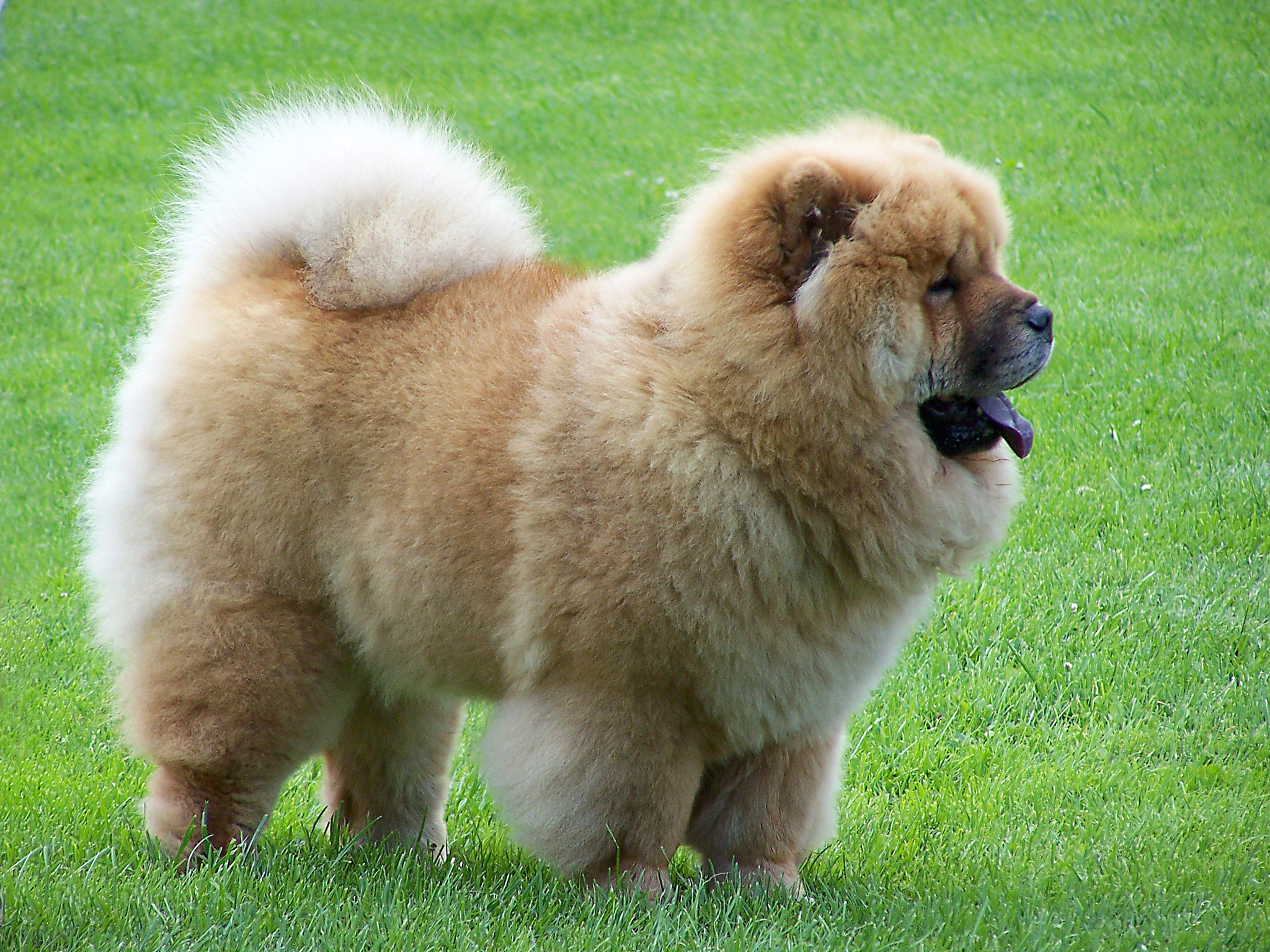
Chow chow

Chow chow este o rasă de câini care se încadrează raselor de talie medie având o descendență foarte veche, fiind originar din China.
Poate fi recunoscut după aspectul pufos, limba mov și fața ușor cutată.Are o înălțime de 46–56 cm și o greutate cuprinsă între 20–32 kg. Speranța de viață a rasei este de 10-14 ani. Face parte din grupa Non-Sporting.

## Originea rasei

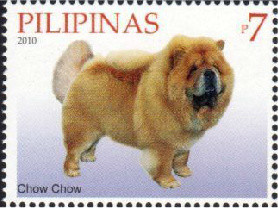
Timbru poștal din Filipine cu un câine Chow Chow

Chow Chow-ul se află printre cele mai vechi rase de câini recunoscute în lume. Rasa Chow Chow se pare că ar fi originară din Mongolia, Siberia sau nordul Chinei.
Facându-se cercetări amănunțite, s-a ajuns la concluzia că Chow Chow-ul ar exista încă din timpul dinastiei Han (anul 150 î.Hr).
Deși rasa Chow Chow este originară din nordul Chinei, majoritatea exemplarelor din acestă rasă a fost descoperită în regiunea Canton din sudul Chinei. Chow Chow-ul era denumit "câinele cu gură neagră" datorită limbii sale de culoare albastru-închis.
Chow-Chow-ul a fost prima dată adus în Anglia la sfârșitul secolului al XIX-lea. Acesta a devenit popular după ce Regina Victoria și-a arătat interesul pentru această rasă. După aceea a a ajuns în Statele Unite la începutul anilor 1900. Chow-Chow-ul a fost rapid acceptat în American Kennel Club în 1903, ca membru al grupei Non-sporting.

## Aspectul și dimensiunile
Este un câine de talie medie având părul de lungime medie, o constituție robustă, îndesat și scund. Chow Chow-ul prezintă un cap mare cu un craniu lat și plat având botul scurt și pliuri faciale care îi dau aspectul de animal permanent încruntat. Urechile îi sunt rotunde și mici, acestea fiind purtate ridicate în direcție verticală. Coada este răsucită și purtată ridicat peste spate. Mersul parcă îi este ca pe picioroange. 
Cea mai importantă și caracteristică trăsătură a câinelui este limba de culoare albastru-neagră, ceea ce este o raritate printre rasele de câini. Chow-Chow-ul are o blană formată dintr-un păr des și un puf moale. Cele mai frecvente culori sunt ruginiu, negru sau cafeniu deschis. Înălțimea la care poate ajunge este de 46–56 cm, iar greutatea nu depășește 25–38 kg.

## Personalitatea și devotamentul
Chow Chow-ul are o personalitate și voință puternică, el neapreciind o atenție exagerată. Chow Chow-ul este distant, de multe ori retras și chiar sedentar, cu o reputație de câine agresiv față de  persoanele necunoscute, putând fi dresat ca un câine de pază. 
Fiind un membru al familiei, Chow Chow-ul este un câine afectuos și devotat, dar nu însă și față de străini. Datorită naturii sale protective, Chow Chow-ul poate da dovadă de agresivitate față de persoanele necunoscute. El preferă să fie singurul câine din casă. 
Chow Chow-ul nu este o alegere prea bună pentru familiile cu copii mici, acesta nu prea tolerează poznele copiilor.

## Dresajul
Fiind un câine distant și încăpățânat, dresajul poate fi dificil de realizat 
Rasa îl recomandă ca un câine excelent pentru pază.

### Îngrijire și sensibilitate boli
Au nevoie de periaj efectuat regulat, mai ales în zona gâtului, pe burtă și pe membre, unde părul formează coamă sau franjuri voluminoase. Năpârlesc consistent, pe toată durata anului. Nu suportă expunerea directă la soare pentru perioade îndelungate. Este bine ca în verile călduroase să fie tunși. Cele mai întâlnite boli: displazia de cot și cea de șold, luxația patelară, dereglările tiroidiene, afecțiunile oftalmologice.

### Utilitate
Prezintă aptitudini foarte bune drept câine de pază și se adaptează foarte bine pentru viața în exterior, în curtea unei case. Acești câini pot fi crescuți și în apartamente, ca animale de companie, pentru că sunt destul de receptivi la dresajul de maniere și au un nivel de activitate redus.

## Chow Chow în România
În România rasa a pătruns mai exact în anul 1991, atunci când canisa Chaitan Legend Chow, a importat la acea vreme, din Rusia, un mascul negru. Canise serioase de Chow Chow sunt puține în România, dintre acestea putând fi enumerate doar patru: Chaitan Legend Chow, Monasim de România, Majestic Sandial și God Stones.